# La expulsión de Heliodoro del templo
La expulsión de Heliodoro del templo (en italiano, Cacciata di Eliodoro dal tempio) es un fresco del artista Rafael Sanzio; se observa aquí la intervención de sus ayudantes Penni y Giulio Romano. Fue ejecutado en 1511-1512 y tiene una anchura en la base de 750 cm. Es el fresco que da su nombre a la Sala de Heliodoro (Stanza di Eliodoro), una de las habitaciones que hoy en día son conocidas como las estancias de Rafael, ubicadas en el Palacio Apostólico de la Ciudad del Vaticano y que forman parte de los Museos Vaticanos. 
También es conocido con el nombre de Repulsa de Heliodoro. Queda en la parte derecha de la cámara.
Representa un milagro narrado en el Segundo libro de los Macabeos, Capítulo 3: 24-34. 
Heliodoro el Sirio, general de Seleuco IV Filopátor, rey de Siria, decidió confiscar el tesoro del Templo de Jerusalén para las arcas reales. En respuesta a las oraciones del Sumo Sacerdote Onías, Dios envía a un jinete a caballo, cubierto por una armadura de oro, que levantó contra él los cascos de su caballo, asistido por dos jóvenes resplandecientes, que lo golpearon y azotaron. De esta manera, Heliodoro cayó en tierra, y tuvo que retirarse; después se narra su conversión.
Pretende así simbolizarse la protección de Dios sobre la Iglesia amenazada en su patrimonio. Y es clara la alusión a la victoria de Julio II sobre las tropas extranjeras en Italia (1512) y a la protección sobrenatural que el Papa creyó haber recibido en la campaña del Adriático. El tema fue elegido personalmente por el Papa quien tenía además tapices con el mismo tema; al menos, así se dice en la Vida de Rafael redactada por Giovio.
En el centro del fresco aparece Onías, Sumo Sacerdote de Jerusalén solo, rezando, pidiendo ayuda a YHVH, lo cual logra de manera inmediata.
La expulsión de Heliodoro es una representación dramática, recorrida por una rápida corriente de movimiento: las figuras son empujadas a los lados, en el centro hay una perspectiva que lleva directamente al horizonte. Rafael quiere el ímpetu del pathos miguelangelesco pero también mantiene una distancia, la objetividad de la representación. 
A la izquierda, Julio II, que es la figura con capa roja que está sentado asiste a la expulsión del profanador del templo, que alude a la inviolabilidad de las posesiones de la iglesia y a su propósito de expulsar a los usurpadores: el fresco tiene por lo tanto dos tiempos distintos, un cuadro en el cuadro. Esto basta para trasponerla al plano de la representación a aquel otro de la ficción, del espectáculo teatral. Rafael reafirma así, contra la concepción miguelangelesca de la historia como tragedia en un acto, su concepción de la historia como exemplum: la misma perspectiva rápida que apresura el movimiento de las figuras pone en relación directa al Papa en primer plano con el Sumo sacerdote que reza en el fondo. Las dos figuras que portan la silla de Julio II miran directamente hacia afuera, hacia el espectador. La que queda en primer plano ha sido identificada con el cortesano Giovanni Pietro de Foliariis de Cremona.
El movimiento de los personajes se obtiene mediante un ritmo rápido, pero perfectamente medido, como si alguno se moviese a lo largo de un trazado prescrito, una coreografía; las luces, que irrumpen desde lo alto, repitiéndose sobre las curvas de las cúpulas, son maravillosos efectos de iluminación escénica. La bóveda dorada pone de manifiesto el dominio que Rafael tenía de la perspectiva.
Cada figura ejecuta el gesto justo con la precisión técnica de una figura de danza: cuanto más rápido es el ritmo, mayor la bravura. La ficción escénica no es revelación, sino imaginación; y la imaginación no es mera fantasía, sino una reconstrucción histórica, que el artista organiza.
Al desdoblamiento de planos (representación - ficción) se corresponde un desdoblamiento en el propio interior de la imagen: así con el gesto ofrece el esquema de ese gesto, junto al movimiento da el mecanismo del movimiento, con la luz, el artificio de la iluminación, con la expresión de los rostros su justificación psicológica e incluso la categoría de los sentimientos expresados.

## Galería

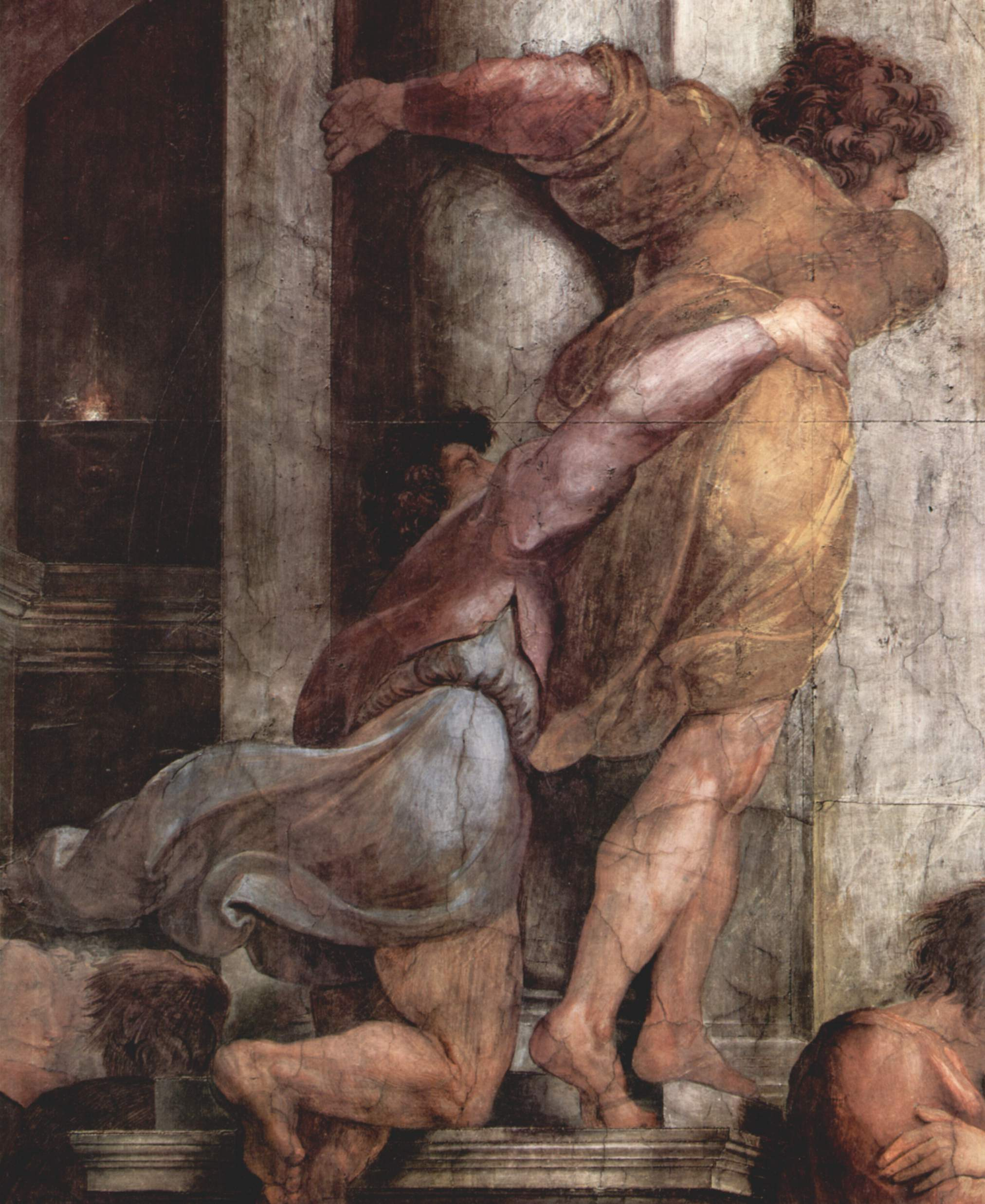
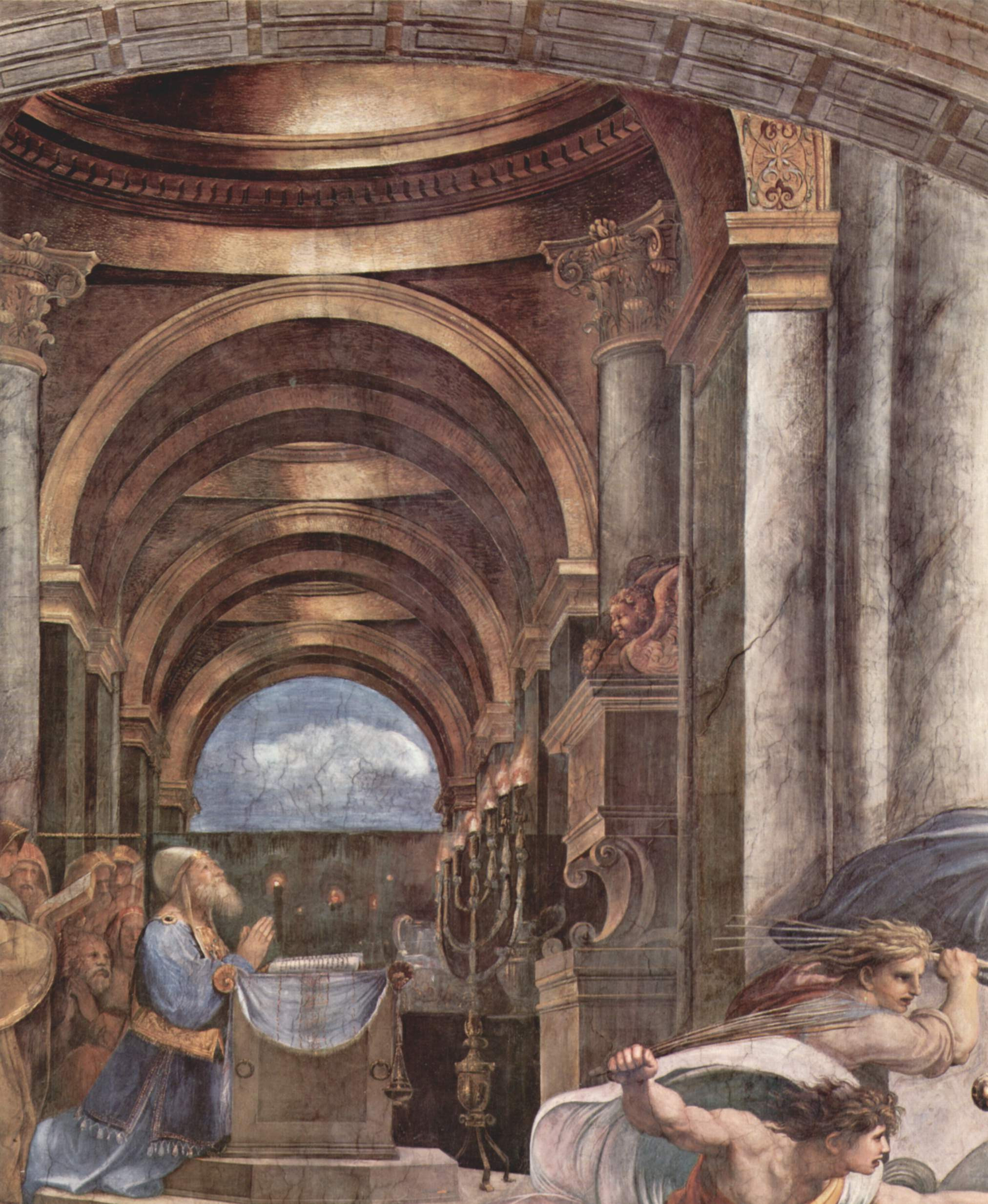